# Großer Pongauer Perchtenlauf
Der Große Pongauer Perchtenlauf ist ein traditioneller Umzug von Perchtengruppen im Salzburger Pongau, der jedes Jahr zwischen dem 21. Dezember und dem 6. Jänner stattfindet. Austragungsorte sind, jährlich abwechselnd: Altenmarkt, Bischofshofen, Gastein und St. Johann. Er gilt mit rund 400 Mitwirkenden und 34 Passen als der größte Perchtenlauf im Bundesland Salzburg.

## Geschichte
Die Ursprünge dieser Tradition reichen weit zurück und stammen aus dem heidnischen Glauben. So sollten die lauten Umzüge die bösen Geister des Winters austreiben und Platz für den Frühling und die Fruchtbarkeit machen. Traditionell finden Perchtenläufe nur in den Rauhnächten zwischen Weihnachten und Neujahr statt. Der Pongauer Perchtenlauf wurde erstmals 1869 urkundlich erwähnt.

## Figuren/Gruppen
(Quelle: Tourismus Salzburg)

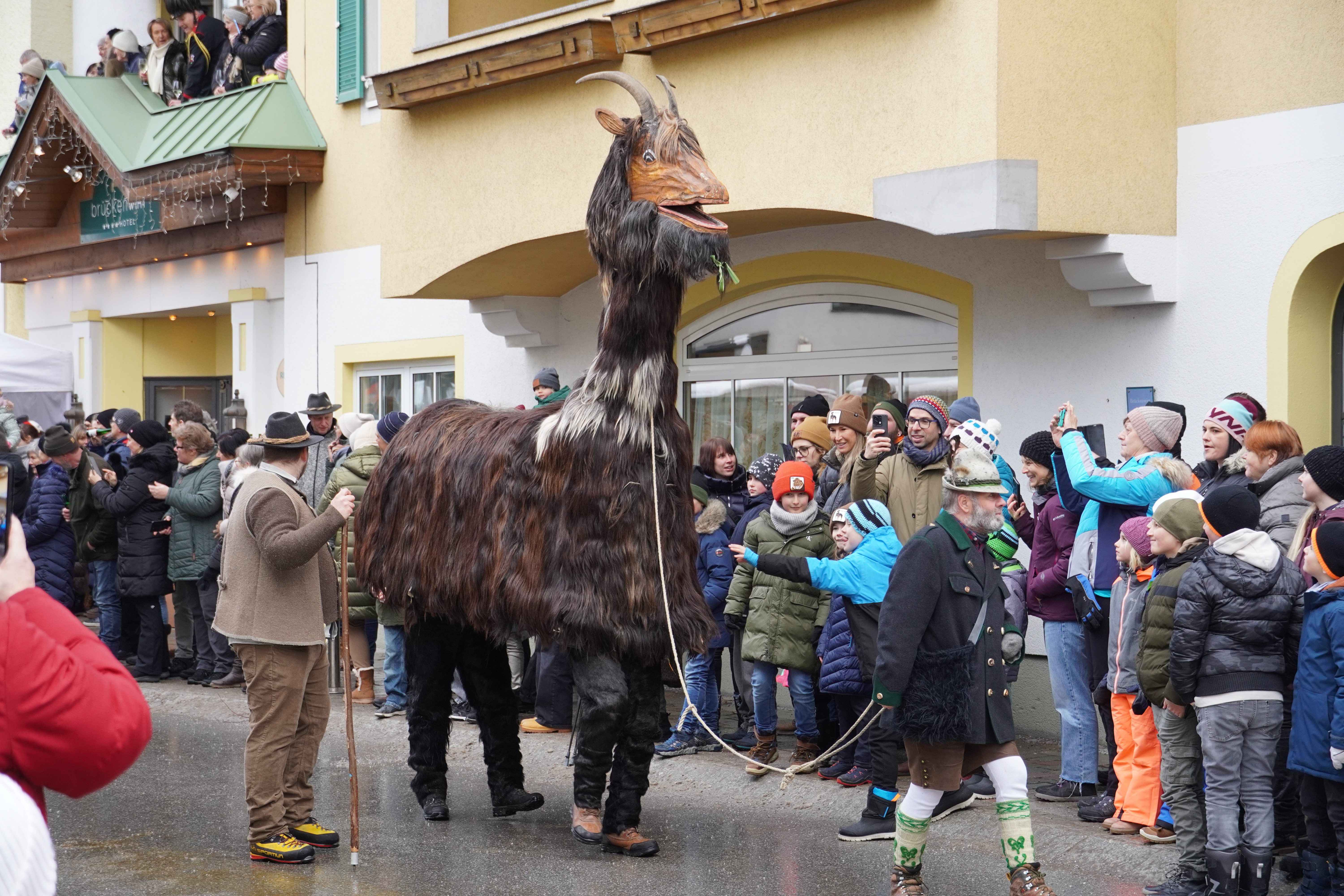
Habergeiß mit Habergeißtreiber

- Herreiter: Sie kündigen mit ihrem Schnalzen das Wiedererwachen der Natur an und vermitteln Fruchtbarkeit im neuen Jahr.
- Die Heiligen drei Könige: Bieten den Segen für das Neue Jahr und gute Wünsche dar.
- Hexen: Vermitteln mit ihren Reisig- oder Birkenbesen Fruchtbarkeit und kehren alles Schlechte zusammen.
- Goaßlschnalzer: Stammen aus der Zeit, als man Pferdefuhrwerke noch an ihrem Schnalzen erkannte.
- Schnabelperchten: Haben die Aufgabe, Fußgänger, welche sich im Perchtenzug befinden, von der Straße zu drängen.
- Habergoaß: Soll die Besucher von der Straße verdrängen, schlägt mit dem Hinterteil aus. Die Habergoaß wird vom Habergoaßbändiger gebändigt.
- Schiachperchten: Vertreiben mit ihren Schellen das Böse und sollten mit ihren im Gegensatz zum Krampus leichten Rutenschlägen Fruchtbarkeit vermitteln.
- Frau Perchta: Frau Perchta symbolisiert Sommer und Winter mit zwei Seiten: Schön und hässlich, Männlich und Weiblich.
- Rösslreiter/Hanswurst: Sollte die ruhende Vegetation wiedererwecken.
- Vorteufel: Hält den Weg für die folgenden Schönperchten frei.

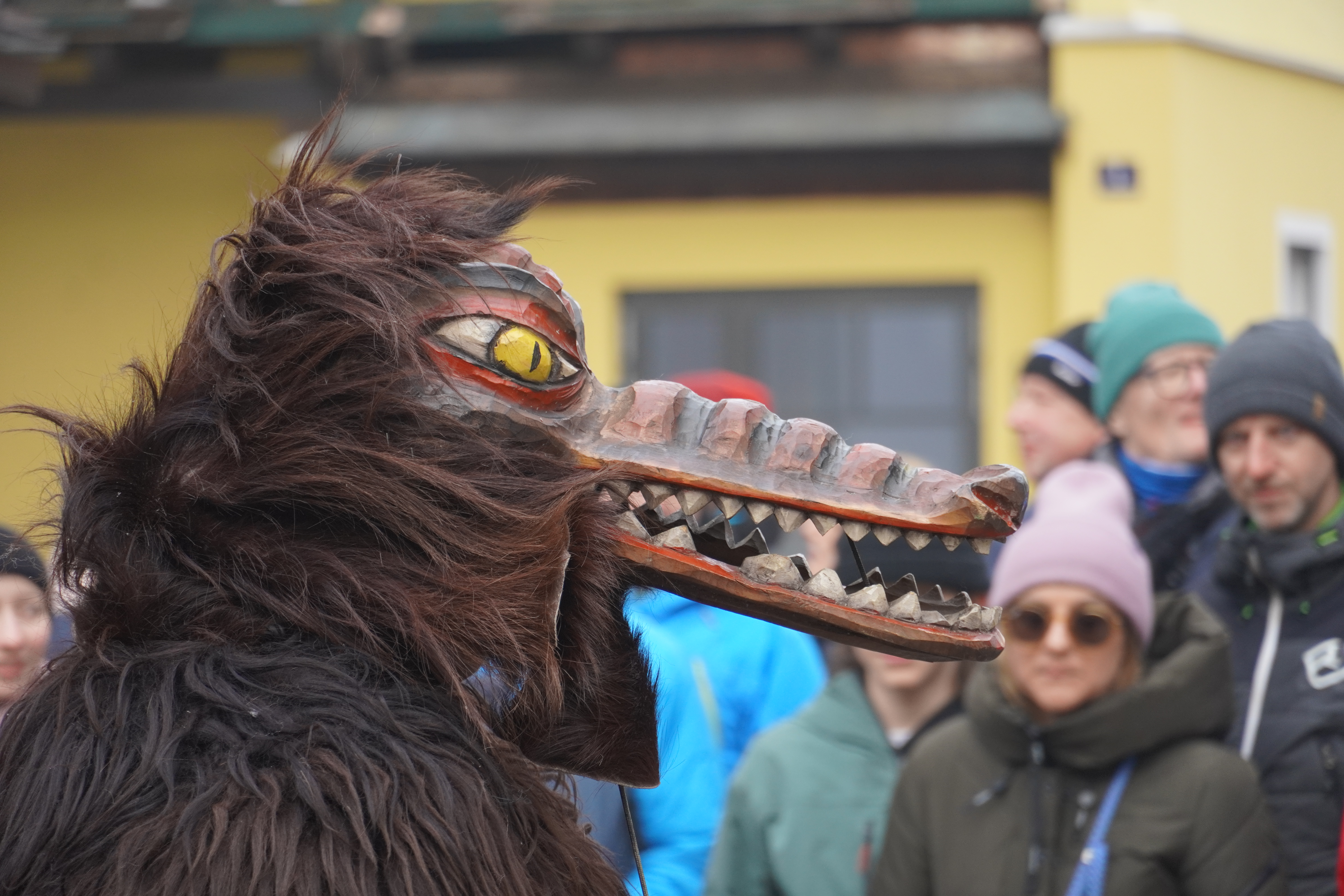
Schnabelpercht

- Glockentürme: Kündigen mit ihrem Geläute die Schönperchten an und stellen außerdem die vier Jahreszeiten dar.
- Schön-Tafel und Spiegelperchten: Sollen nach der Wintersonnenwende wieder Sonne, Licht, Schönheit und Glanz ins Land bringen.
- Holzmusik: Musikgruppe, welche nur aus traditionellen Holzinstrumenten besteht. (Sie spielen nur beim Perchtenlauf)
- Korbweibl und Korbmandl: Bringen Fruchtbarkeit.
- Verkehrte Leit: Figuren, welche rückwärts gehen. Spiegeln wider, wie verkehrt es auf der Welt oft zugeht.
- Pfannenflicker: Stammt vom gleichnamigen früheren Beruf ab.
- Kaminkehrer: Stehen für Glück im neuen Jahr.
- Pongauer Bettlerhochzeit: Stellen eine verulkte Version einer Hochzeit dar und zeigt, was bei einer wirklichen Hochzeitsfeier alles schiefgehen kann.
- Gericht des Herodes: Stammt aus der Zeit von Christi Geburt, als Personen, welche die Steuern nicht zahlen wollten, teilweise erhängt wurden. Heute werden hier zufällige Personen aus dem Publikum heraufgeholt und müssen sich gegen eine kleine Spende „freikaufen“, um diesem Schicksal zu entgehen.
- Plattlerwagen: Auf diesem Wagen zeigen die Schuhplattler ihr Können.
- Schleifer: Verkörpert den früheren Beruf des Messerschleifers.

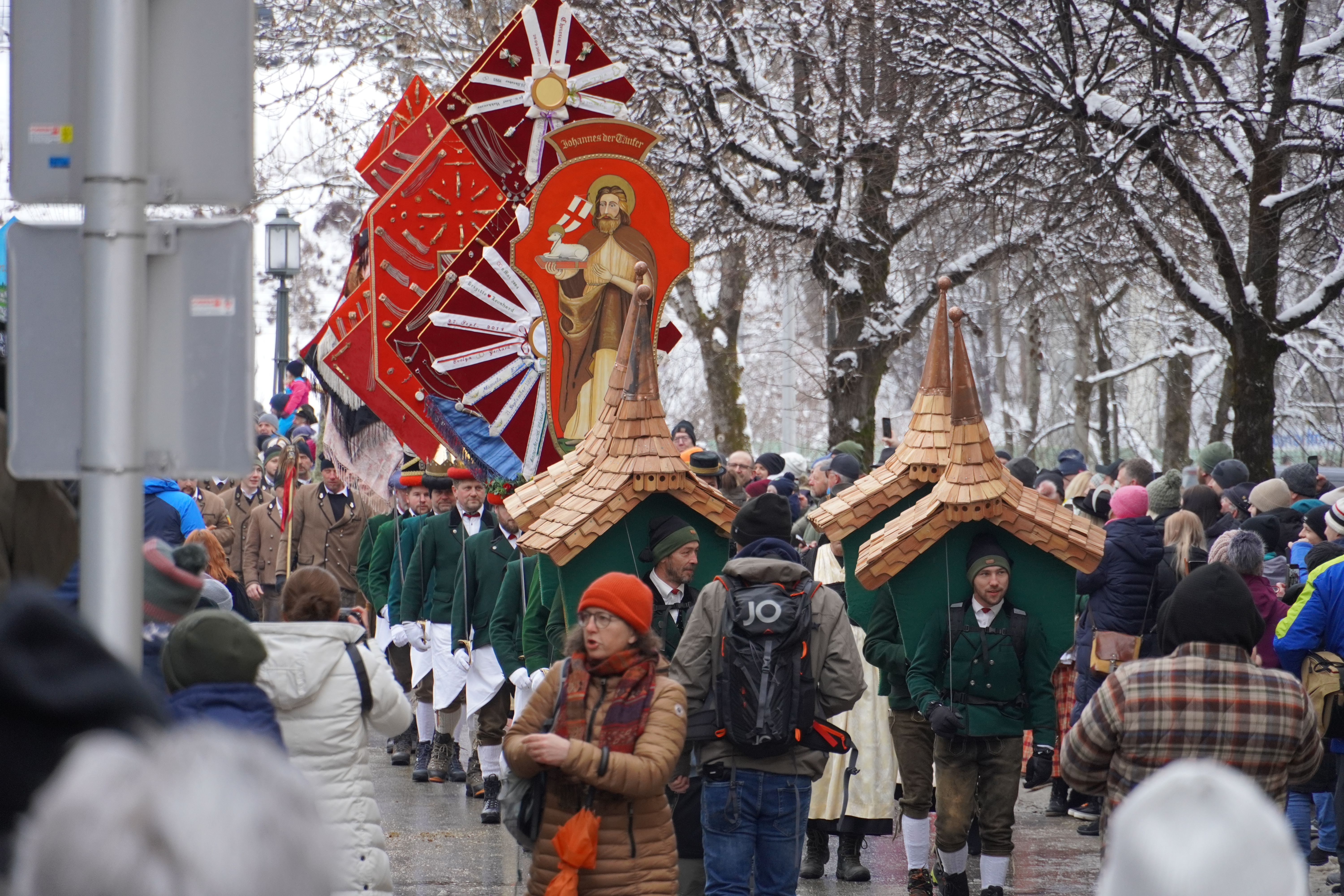
Glockentürme mit Schön-Tafel und Spiegelperchten

- Zigeuner: Sollten an die Unterdrückung der Roma und Sinti erinnern, welche in früheren Zeiten immer wieder gezwungen waren, Lebensmittel zu stehlen.
- Wilderer und Jäger: Sie spielten in dieser Region eine große Rolle und sollten an die Auflehnung der ärmlichen Bevölkerung gegen die Obrigkeit während Hungersnöten erinnern.
- Schneider: Nähen zusammengehörende Besucher „zusammen“ und schneiden sie gegen eine kleine Spende wieder „auseinander“.
- Puppenweibl: Wirft weiblichen Besuchern eine Puppe zu; wird diese gefangen, so soll diese Besucherin im nächsten Jahr Nachwuchs erwarten.
- Schartenmandl: Spiegelt die Tischler- und Zimmererzunft wider. Bewirft Zuseher mit „Scharten“, d. h. Holzstaub.
- Mäusefänger: Stammt vom früheren Beruf des Mäusefängers ab.
- Öl-Träger: Verkörpern den ausgestorbenen Beruf der Baders/Kurpfuschers, welche für jedes Wehwehchen die passende Tinktur bei sich trugen.
- Bären und Bärentreiber: Waren in dieser Region früher stark verbreitet. Die Bären symbolisieren die Macht des Winters und der bösen Elemente, welche aber vom Bärentreiber unter Kontrolle gehalten wurden.
- Baumwircher: Boshafter Charakter, welcher die Zuseher mit Schnee bewirft.

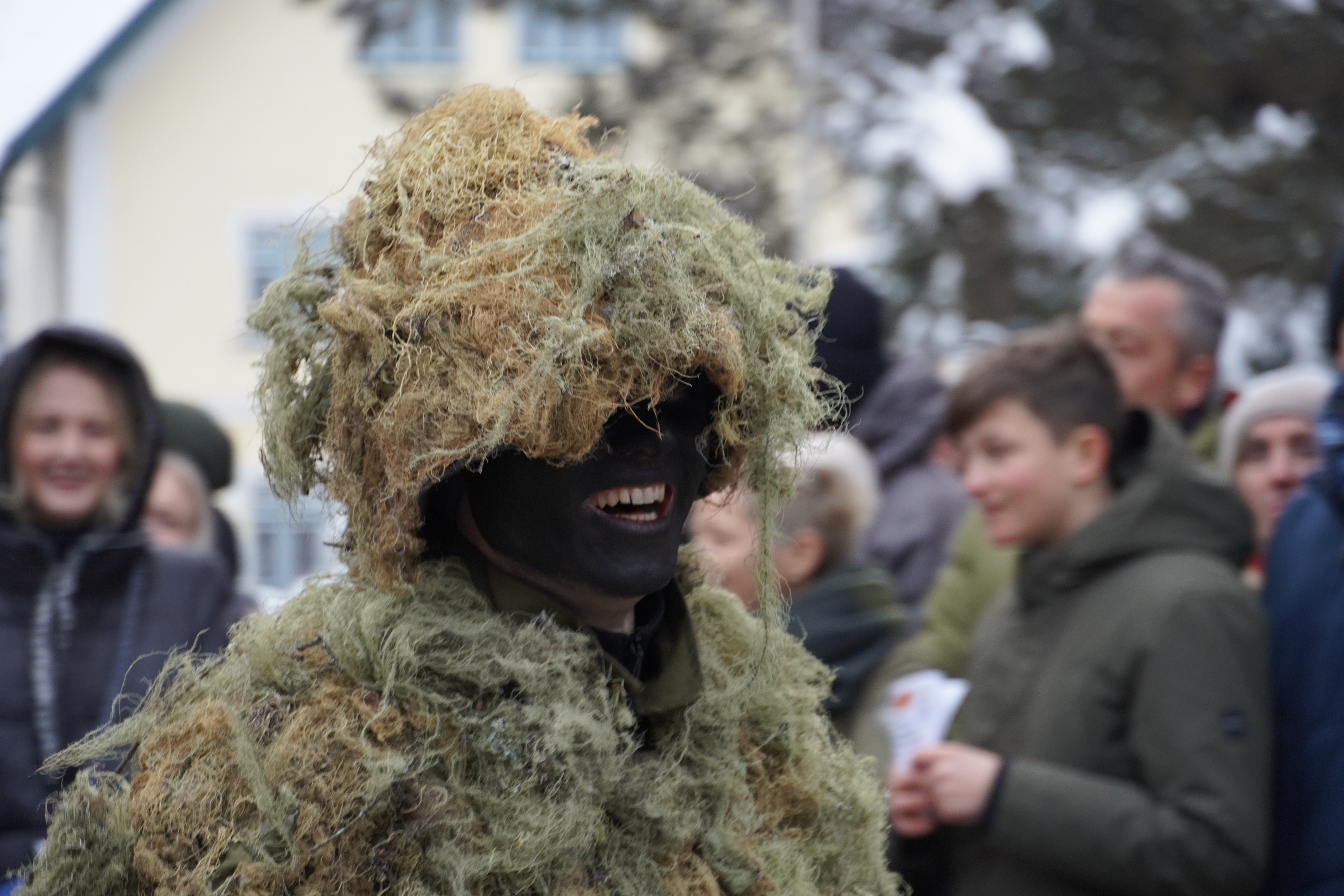
Baumwircher/Baumbartmännchen

- Zapfenmandl: Ist mit Fichtenzapfen bekleidet und spiegelt die Fruchtbarkeit des Waldes wider; wünscht für die Waldarbeit viel Glück.
- Stockschwinger: Schwingen sich mit ihren Stöcken gekonnt über jeden Zaun.
- Nachtwächter: Kontrollierten früher nachts die Straßen und läuten das Ende des Laufes ein.